# اچ‌ام‌اس ویشارت (دی۶۷)
اچ‌ام‌اس ویشارت (دی۶۷) (به انگلیسی: HMS Wishart (D67)) یک کشتی بود. این کشتی در سال ۱۹۱۹ ساخته شد.